# غارميش-بارتنكيرشن
غارميش-بارتنكيرشن مدينة ألمانية تقع في ولاية بافاريا بالقرب من الحدود النمساوية تقريباً في نصف المسافة بين إنسبروك وميونخ تكونت من اتحاد مقاطعتي غارميش وبارتنكيرخن سنة 1935 وبلغ عدد سكانها سنة 2010 26,086 نسمة.

## المناخ
يظهر الجدول التالي التغييرات المناخية على مدار السنة لغارميش-بارتنكيرشن:
| البيانات المناخية لـغارميش-بارتنكيرشن | البيانات المناخية لـغارميش-بارتنكيرشن | البيانات المناخية لـغارميش-بارتنكيرشن | البيانات المناخية لـغارميش-بارتنكيرشن | البيانات المناخية لـغارميش-بارتنكيرشن | البيانات المناخية لـغارميش-بارتنكيرشن | البيانات المناخية لـغارميش-بارتنكيرشن | البيانات المناخية لـغارميش-بارتنكيرشن | البيانات المناخية لـغارميش-بارتنكيرشن | البيانات المناخية لـغارميش-بارتنكيرشن | البيانات المناخية لـغارميش-بارتنكيرشن | البيانات المناخية لـغارميش-بارتنكيرشن | البيانات المناخية لـغارميش-بارتنكيرشن | البيانات المناخية لـغارميش-بارتنكيرشن |
| الشهر                                 | يناير                                 | فبراير                                | مارس                                  | أبريل                                 | مايو                                  | يونيو                                 | يوليو                                 | أغسطس                                 | سبتمبر                                | أكتوبر                                | نوفمبر                                | ديسمبر                                | المعدل السنوي                         |
| ------------------------------------- | ------------------------------------- | ------------------------------------- | ------------------------------------- | ------------------------------------- | ------------------------------------- | ------------------------------------- | ------------------------------------- | ------------------------------------- | ------------------------------------- | ------------------------------------- | ------------------------------------- | ------------------------------------- | ------------------------------------- |
| الدرجة القصوى °م (°ف)                 | 16 (61)                               | 21 (70)                               | 24 (75)                               | 28 (82)                               | 32 (90)                               | 32 (90)                               | 33 (91)                               | 33 (91)                               | 30 (86)                               | 27 (81)                               | 23 (73)                               | 17 (63)                               | 33 (91)                               |
| متوسط درجة الحرارة الكبرى °م (°ف)     | 2 (36)                                | 4 (39)                                | 8 (46)                                | 12 (54)                               | 17 (63)                               | 19 (66)                               | 21 (70)                               | 21 (70)                               | 18 (64)                               | 13 (55)                               | 7 (45)                                | 2 (36)                                | 12 (54)                               |
| المتوسط اليومي °م (°ف)                | −2 (28)                               | 0 (32)                                | 3 (37)                                | 6 (43)                                | 11 (52)                               | 13 (55)                               | 15 (59)                               | 15 (59)                               | 12 (54)                               | 8 (46)                                | 3 (37)                                | −1 (30)                               | 7 (45)                                |
| متوسط درجة الحرارة الصغرى °م (°ف)     | −6 (21)                               | −5 (23)                               | −2 (28)                               | 1 (34)                                | 5 (41)                                | 8 (46)                                | 10 (50)                               | 10 (50)                               | 7 (45)                                | 3 (37)                                | −1 (30)                               | −5 (23)                               | 2 (36)                                |
| أدنى درجة حرارة °م (°ف)               | −27 (−17)                             | −27 (−17)                             | −19 (−2)                              | −12 (10)                              | −6 (21)                               | 0 (32)                                | 2 (36)                                | 1 (34)                                | −3 (27)                               | −9 (16)                               | −16 (3)                               | −21 (−6)                              | −27 (−17)                             |
| الهطول مم (إنش)                       | 70 (2.8)                              | 50 (2.0)                              | 60 (2.4)                              | 90 (3.5)                              | 120 (4.7)                             | 170 (6.7)                             | 180 (7.1)                             | 160 (6.3)                             | 120 (4.7)                             | 70 (2.8)                              | 60 (2.4)                              | 80 (3.1)                              | 1٬280 (50.4)                          |
| المصدر:                               |                                       |                                       |                                       |                                       |                                       |                                       |                                       |                                       |                                       |                                       |                                       |                                       |                                       |

## توأمة
لغارميش-بارتنكيرشن اتفاقيات توأمة مع كل من:
- أسبن
- لاهتي
- شاموني

## اقرأ أيضًا
- قمة تسوغشبيتسه
- جبل هرتسوغشتاند
- قصر نويشفانشتاين

## أعلام
- غيورغ فون كوخلر
- فلوريان شنيتزر
- روبرت روزنر
- أفري بروندج
- ماغدالينا نيونر
- ليوناردو كونتي
- فيلهلم لست
- هانس كيليان
- هرمان ليفي
- ويلهلم آدم
- ريتشارد شتراوس